# فهرست سفیران ایران در سنگال
از تاریخ ۲۳ اردیبهشت ۱۳۵۰ بین ایران و سنگال روابط سیاسی برقرار گردید.
از تاریخ ۱۷ بهمن ۱۳۶۲ روابط سیاسی دو کشور از طرف دولت سنگال قطع شد. در سال ۱۳۶۷ دو کشور مجدداً روابط سیاسی خود را از سر گرفتند.

## پهلوی
- مرتضی عدل طباطبائی (اولین سفیر) از شهریور ۱۳۵۰ تا شهریور ۱۳۵۴
- رضا فیوضی از شهریور ۱۳۵۴ تا ۱۳۵۶
- نصرالله فهیمی از شهریور ۱۳۵۶ تا پیروزی انقلاب

## جمهوری اسلامی
- مهدی امیررحمانی (کاردار موقت) از پیروزی انقلاب تا اردیبهشت ۱۳۵۹
- کاظم رجوی
- حمید ابوطالبی

قطع روابط
برقراری روابط
- حسین عبدی ابیانه ۱۳۶۸ - ۱۳۷۳
- غلامعلی حیدری خواجه‌پور

؟
- سید محمد حسینی ۱۳۸۱ - ۱۳۸۵
- جهانبخش حسن‌زاده بهمن ۱۳۸۵ - ؟

قطع روابط میان سال‌های ۱۳۹۰ تا ۱۳۹۲
- حسن علی‌بخشی ۱۳۹۲-۱۳۹۵
- عین‌الله قشقاوی ۱۳۹۵-۱۳۹۸
- محمدرضا دهشیری ۱۳۹۸-۱۴۰۲
- حسن عسگری ۱۴۰۲ تاکنون[۱]